# 보이그랜더

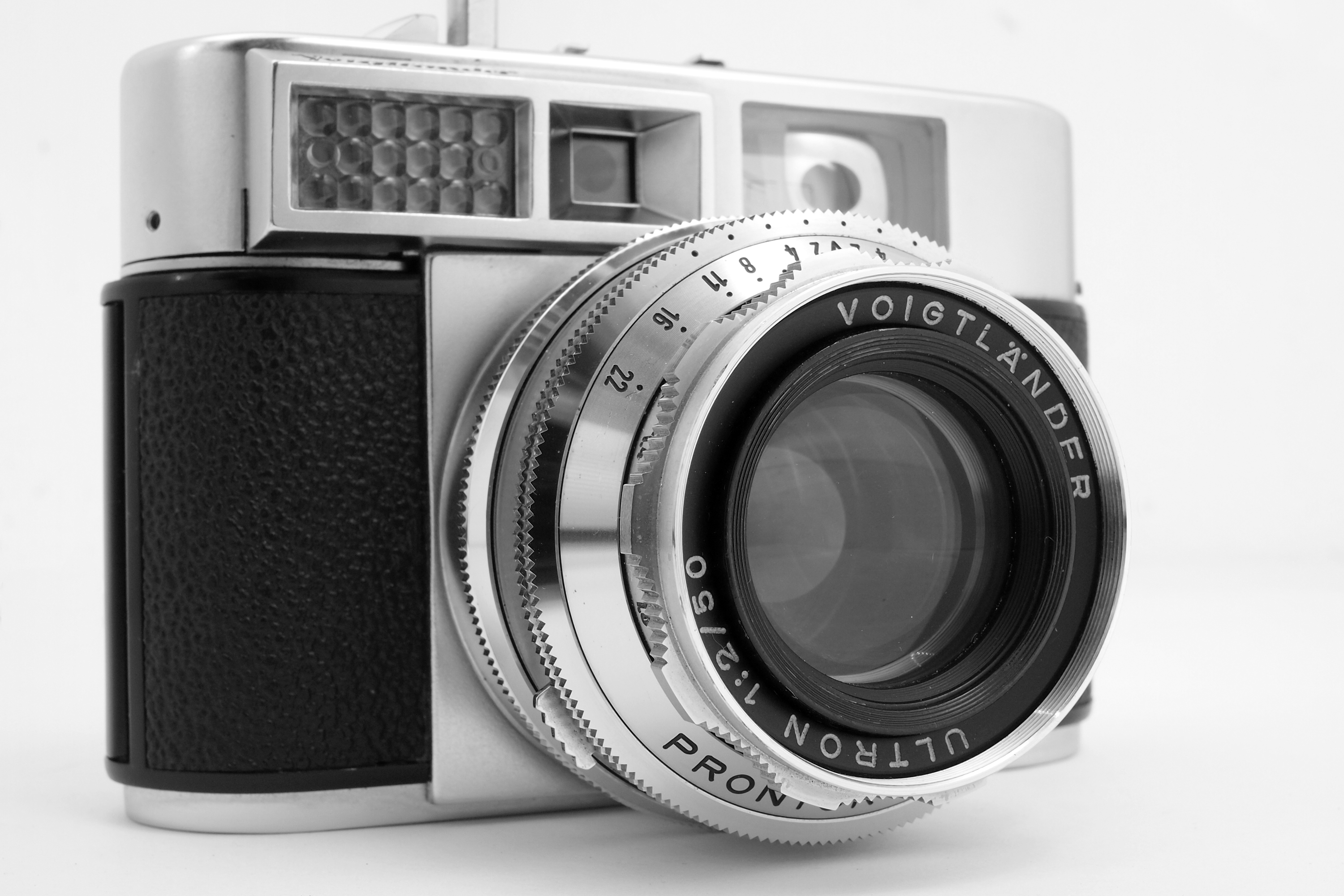

코시나-보이그랜더(Cosina-Voigtländer)는 영상 및 광학 기기에 특화된 오스트리아의 기업이다. 주요 제품으로는 사진기, 렌즈 등이 있다.
18세기 오페라 관람용 망원경제조로 당시 망원경이 보이그랜더라고 불릴정도로 유명해졌으나 산업혁명이후 수작업을 고수하다 경쟁에 밀려 사업규모가 줄어들었다. 1970년대 일본 일안반사식카메라의 시장장악으로 영업이 어렵게되자 칼 자이스 그룹에 자진 흡수합병되었으며 현재는 일본의 코시나가 칼 자이스그룹으로부터 판권을 사들여 보이그랜더의 모든 제품을 디자인, 제작하고 있다. 흔히 '보이그랜더'로 읽히고 국내공식수입업체도 '보이그랜더 코리아'라고 불리나 실제 독일식발음은 '폭-렌더' (fohgt-len-der) 에 더 가깝다.

## 레인지파인더 렌즈
코시나는 1999년부터 Carl Zeiss그룹으로부터 보이틀랜더 브랜드판권을 사들인 이후 M39 스크류마운트 바디와 렌즈를 제작했다. 현재 렌즈들은 보이틀랜더 인수전의 명칭을 따르지만 한정판인 'Collapsible Heliar'를 제외하고는 모두 코시나에서 디자인/제조되었다.

#### 거리계비연동식 스크류마운트
- 12mm f/5.6 aspherical Ultra-Wide Heliar - 금속 뷰파인더와 알마라이트후드 포함, 검정/크롬
- 15mm f/4.5 aspherical Super-Wide Heliar - integrated partial hood (필터장착불가) 플라스틱 뷰파인더 포함, 검정/크롬
- 25mm f/4 Snapshot Skopar - 플라스틱 뷰파인더 포함, 검정/크롬

#### 거리계연동식 스크류마운트
- 21mm f/4 Color Skopar - 플라스틱 뷰파인더 포함
- 28mm f/1.9 aspherical Ultron - 알마라이트후드, 검정/크롬
- 28mm f/3.5 Color Skopar
- 35mm f/1.7 aspherical Ultron
- 35mm f/2.5 Color Skopar - 두가지베럴선택가능: "C" "P" (검정)
- 50mm f/1.5 aspherical Nokton
- 50mm f/2.5 Color Skopar
- 50mm f/3.5 collapsible Heliar
- 75mm f/2.5 Color Heliar
- 90mm f/3.5 APO Lanthar

#### 거리계연동식 M 마운트
- 12mm f/5.6 비구면 Ultra-Wide Heliar
- 15mm f/4.5 비구면 Super-Wide Heliar
- 21mm f/4 Color Skopar P
- 25mm f/4 Color Skopar P
- 35mm f/2.5 Color Skopar PII
- 35mm f/1.2 Nokton
- 35mm f/1.4 Nokton (두가지버전: 싱글코팅과 멀티코팅)
- 40mm f/1.4 Nokton (두가지버전: 싱글코팅과 멀티코팅)
- 50mm f/2 Collapsible Heliar Classic (Bessa R2M or R3M한정판의 번들로만 구입가능)
- 50mm f/1.1 Nokton

## 35mm 일안반사식 렌즈 (SL시리즈)
다른 코시나의 렌즈들이 그렇듯 모든 보이그랜더 SL렌즈들은 수동초점식이다. 니콘 AI-S, 캐논 FD, 팬탁스 K, 팬탁스/M42, 미놀타 MD, 콘탁스/야시카 MM, 올림푸스 OM 마운트가 지원되었다. 칼 자이스의 Z 시리즈 SLR렌즈가 출시된이후로 그룹의 방침에 따라 생산을 중단하였다. 특정모델들은 수집가치가 높다.
- Ultra-Wide Heliar 12mm f/5.6 미러사용불가
- Super-Wide Heliar 15mm f/4.5 미러사용불가
- Ultron SL 40mm f/2
- Nokton SL 58mm f/1.4
- Color-Heliar SL 75mm f/2.5
- APO-Lanthar SL 90mm f/3.5 close focus
- Macro APO-Lanthar SL 125mm f/2.5
- APO-Lanthar SL 180mm f/4

SL Ⅱ 시리즈
보이틀랜더 SL Ⅱ 렌즈는 CPU가 장착된 수동초점식이며 니콘 AI-P (AI-S에서 Program추가), 팬탁스 K-A and 캐논 EF 마운트로 제작된다.
- Color Skopar 20mm f/3.5 SL Ⅱ Aspherical
- Ultron 40mm f/2 SL Ⅱ Aspherical - 스텝다운링이 포함되며 (52mm-39.5mm) 접사용 39.5mm 스크류 렌즈가 포함되어있다.
- Nokton 58mm f/1.4 SL Ⅱ - 캐논 EF마운트로는 제작되지 않는다.
- APO-Lanthar 90mm f/3.5 SL Ⅱ Close Focus - 1:1.8 비율의 접사렌즈가 포함된다.

## Micro 4/3 렌즈
2010년 8월 26일, 코시나 보이그랜더도 마이크로 포서드 진영에 합류하였다.
- Nokton 25mm f/0.95

25mm는 35mm 풀프레임환산기준 50mm 표준화각이다.
- Nokton 17.5mm f/0.95

17.5mm는 35mm 풀프레임환산기준 35mm 표준화각이다.
- Nokton 42.5mm f/0.95(2013년 출시 예정)

42.5mm는 35mm 풀프레임환산기준 85mm 표준화각이다.